# Song Zhenyu
Song Zhenyu (宋振瑜S, Sòng ZhènyúP; Dalian, 11 settembre 1981) è un allenatore di calcio ed ex calciatore cinese, di ruolo portiere.